# Crivillén
Crivillén és un municipi d'Aragó, situat a la província de Terol i enquadrat a la comarca d'Andorra-Serra d'Arcs.